# USA Mid-Amateur Golfkampioenschap
Het USA Mid-Amateur Golfkampioenschap is een van de golfkampioenschappen voor amateurs, die jaarlijks door de USGA wordt georganiseerd voor spelers en speelsters van 25 jaar of ouder met een handicap van maximaal -3.4.
De eerste editie van het Mid-Amateur was in 1981 en werd gespeeld op de Bellerive Country Club bij St Louis. De eerste winnaar was Jim Holtgrieve, een Walker Cup-speler die van 1998-2007 professional was om op de Champions Tour te kunnen spelen. In 2011 werd hij benoemd tot captain van het Walker Cup team.

## Formule
Net als bij het US Amateur worden eerst twee rondes strokeplay gespeeld. Daarna spelen de beste 64 spelers matchplay. De winnaar wordt uitgenodigd voor de volgende Masters, op voorwaarde dat hij dan nog amateur is.
Bij de dames is het niet anders, zij het dat de winnaar daar mag meedoen aan het US Open voor Vrouwen.

## Winnaars Mannen
De beroemdste winnaar is Jay Sigel, die dit toernooi won in 1983, 1985 en 1986 en het US Amateur won in 1982 en 1983. Om op de Champions Tour te kunnen spelen werd hij professional toen hij vijftig jaar werd. Hij heeft daar 8 toernooien gewonnen en ruim $ 9.000.000 verdiend.
| - 1981: Jim Holtgrieve - 1982: William Hoffer - 1983: Jay Sigel - 1984: Michael Podolak - 1985: Jay Sigel - 1986: Bill Loeffler - 1987: Jay Sigel - 1988: David Eger - 1989: James Taylor - 1990: Jim Stuart | - 1991: Jim Stuart - 1992: Danny Yates - 1993: Jeff Thomas - 1994: Tim Jackson - 1995: Jerry Courville Jr - 1996: John "Spider" Miller - 1997: Ken Bakst - 1998: John "Spider" Miller - 1999: Danny Green - 2000: Greg Puga | - 2001: Tim Jackson - 2002: George Zahringer - 2003: Nathan Smith - 2004: Austin Eaton III - 2005: Kevin Marsh - 2006: Dave Womack - 2007: Trip Kuehne - 2008: Steve Wilson - 2009: Nathan Smith - 2010: Nathan Smith | - 2011: Randal Lewis - 2012: Nathan Smith - 2013: Michael McCoy - 2014: Scott Harvey - 2015: Sammy Schmitz - 2016: Stewart Hagestad - 2017: Matt Parziale |

Randal Lewis is de oudste winnaar ooit. Hij was 54 jaar toen hij in 2011 won. Voorheen stond het record op naam van George Zahringer, voormalig Walker Cup-speler, hij was 49 jaar toen hij in 2002 won.

## Winnaars Vrouwen
| - 1995: Ellen Port - 1996: Ellen Port - 2000: Ellen Port - 2002: Kathy Hartwiger - 2003: Amber Marsh - 2004: Corey Weworski - 2005: Mary Ann Lapointe - 2006: Meghan Bolger - 2007: Meghan Bolger - 2008: Joan Higgins - 2009: Martha Leach | - 2010: Meghan Stasi - 2011: Ellen Port - 2012: Meghan Stasi - 2013: Julia Potter - 2014: Margaret Shirley - 2015: Lauren Greenlief - 2016: Julia Potter - 2017: Kelsey Chugg |

Martha Leach was 47 jaar oud, toen zij in 2009 de titel won.

## Externe bronnen
Uitslagen USGA